# 混合学习
混合學習（英語：Blended Learning）是一種教育模式，把傳統的面授教學和遙距網上教學兩種截然不同的學習方法融合，透過結合兩種學習方法的優點，能夠加強學生的學習效率。混合式教學部分教學内容放到網上平台或製作成光碟，學生可以在任何時間觀看教學影片、做課後練習、甚至是參加考試；而傳統的面授課堂可以方便學生直接向老師發問問題。混合式教學模式容許教師可以隨時更新課程內容，充分利用網絡科技幫助學生學習新知識、做練習並可以與其他同學在網上討論區討論課堂內容。

## 學習形式
固定形式
學生需要出席指定的面授課堂，並要達到要求的出席率，遙距學習在面授課堂時間以外進行。
同步形式
在指定時間進行面授課堂，亦可能會用電腦軟件例如：Zoom，同時間進行網上課堂，學生可以自行決定用哪種方式。亦可能會把課堂錄影，學生之後可以隨時重溫。
彈性形式
學生可以完全使用遙距學習，覺得有需要時才回到學校上面授課堂。

## 外部連結
- 認識教城 - 混合式學習：線上線下並行 提升學與教成效 （页面存档备份，存于）